# Pierre Vermeulen
Pierre Vermeulen (* 16. března 1956, Kerkrade) je bývalý nizozemský fotbalista, záložník.

## Fotbalová kariéra
V nizozemské lize hrál za Roda JC Kerkrade, Feyenoord a MVV Maastricht. Celkem v nizozemské lize nastoupil ve 292 ligových utkáních a dal 70 gólů. S Feyenoordem získal v roce 1984 double. Dále hrál francouzskou Ligue 1 za Paris Saint-Germain FC, nastoupil ve 45 ligových utkáních, dal 1 gól a v roce 1986 získal s týmem mistrovský titul. Kariéru končil v nižších francouzských soutěžích v týmech Tours FC a Angers SCO. V Poháru mistrů evropských zemí nastoupil ve 2 utkáních, v Poháru vítězů pohárů nastoupil v 10 utkáních a dal 5 gólů a v Poháru UEFA nastoupil v 10 utkáních a dal 1 gól. Za nizozemskou reprezentaci nastoupil v letech 1978-1983 v 9 utkáních a dal 1 gól.

## Ligová bilance
| Ročník                    | Zápasy | Góly | Klub                   |
| ------------------------- | ------ | ---- | ---------------------- |
| Eredivisie 1974/75        | 5      | 1    | Roda JC Kerkrade       |
| Eredivisie 1975/76        | 29     | 8    | Roda JC Kerkrade       |
| Eredivisie 1976/77        | 31     | 7    | Roda JC Kerkrade       |
| Eredivisie 1977/78        | 31     | 6    | Roda JC Kerkrade       |
| Eredivisie 1978/79        | 30     | 9    | Roda JC Kerkrade       |
| Eredivisie 1979/80        | 29     | 16   | Roda JC Kerkrade       |
| Eredivisie 1980/81        | 30     | 7    | Feyenoord              |
| Eredivisie 1981/82        | 27     | 7    | Feyenoord              |
| Eredivisie 1982/83        | 26     | 2    | Feyenoord              |
| Eredivisie 1983/84        | 20     | 2    | Feyenoord              |
| Eredivisie 1984/85        | 34     | 5    | MVV Maastricht         |
| Ligue 1 1985/86           | 30     | 0    | Paris Saint-Germain FC |
| Ligue 1 1986/87           | 15     | 1    | Paris Saint-Germain FC |
| Ligue 2 1987/88           | 23     | 4    | Tours FC               |
| Ligue 2 1989/90           | 23     | 0    | Angers SCO             |
| Ligue 2 1990/91           | 16     | 0    | Angers SCO             |
| CELKEM 1. nizozemská liga | 292    | 70   |                        |
| CELKEM Ligue 1            | 45     | 1    |                        |